# Segundo Ejército General (Japón)
El Segundo Ejército General (第2総軍 (日本軍) Dai-ni Sōgun) era un grupo de ejércitos del Ejército Imperial Japonés responsable de la defensa de Honshū, Kyūshū y Shikoku occidentales durante la etapa final de la Guerra del Pacífico.

## Historia
El Segundo Ejército General fue creado el 8 de abril de 1945 con la disolución del Mando de Defensa General en el Primer y Segundo Ejército General. Era esencialmente una guardia y guarnición domésticas, responsables de la defensa civil, las defensas antiaéreas y la organización de células para la guerra de guerrillas en previsión de la invasión aliada proyectada de las islas de origen japonés en la Operación Downfall (u Operación Ketsugō (決号作戦 Ketsugō sakusen) en terminología japonesa). Aunque su territorio abarcaba todo el oeste de Japón, su misión principal era garantizar la seguridad del sur de Kyūshū, que era considerado el objetivo más probable para la invasión. Sus fuerzas consistían principalmente en reservistas mal entrenados, estudiantes reclutados y milicias domésticas.
Después de la caída de Okinawa, el mando del Segundo Ejército General se reubicó en Hiroshima. Cuando la bomba atómica fue lanzada sobre Hiroshima, la mayoría de las unidades militares, las armas logísticas y el personal al mando del Segundo Ejército General murieron. Junto con la 5.ª División, el 59.º Ejército y otras divisiones de combate en la ciudad que también fueron golpeadas, se estima que unos 20.000 combatientes japoneses fueron asesinados.
Los supervivientes se reagruparon en la Base Aérea de Ujina en las afueras de Hiroshima, donde organizaron esfuerzos de ayuda y mantuvieron el orden público en Hiroshima una vez que se proclamó la ley marcial. Sin embargo, el bombardeo atómico terminó con el Segundo Ejército General como una organización militar efectiva para las unidades del Ejército Imperial Japonés en el oeste de Japón. Los soldados restantes permanecieron en el lugar bajo las autoridades de ocupación estadounidenses hasta noviembre de 1945 para ayudar en la desmovilización de las tropas japonesas.

## Comandantes

### Oficiales al mando
|   | Nombre                          | Desde              | Hasta                 |
| - | ------------------------------- | ------------------ | --------------------- |
| 1 | Mariscal de Campo Shunroku Hata | 5 de abril de 1945 | 15 de octubre de 1945 |

### Jefes de Estado Mayor
|   | Nombre                              | Desde               | Hasta                 |
| - | ----------------------------------- | ------------------- | --------------------- |
| 1 | Teniente General Tadaichi Wakamatsu | 6 de abril de 1945  | 18 de julio de 1945   |
| 2 | Teniente General Saburo Okazaki     | 18 de julio de 1945 | 15 de octubre de 1945 |